# イデオロギーの終焉
イデオロギーの終焉（いでおろぎーのしゅうえん、英：The End of Ideology）とは、先進資本主義諸国における「豊かな社会」の到来とともに、階級闘争を通じた社会の全面的変革なる理念はその効力を失ったとする論。また、ダニエル・ベルによる1960年刊行の著作。

## 概要
もちろん、ダニエル・ベル以前からイデオロギーの終焉はさまざまに論じられてきたが、1960年にダニエル・ベルがはじめて『イデオロギーの終焉』のなかで理論的に整除されたかたちで唱えることになり、「イデオロギーの終焉」は世界的な流行語となった。しかしベルは、ユートピアは終焉せず、第三世界から新たなイデオロギーの出現しうることを展望したが、古典的マルクス主義には破産宣告を行った。
ベルやシーモア・M・リプセットら、イデオロギーの終焉論者によれば、今や必要なのは不確定な観念的要素に満ちたイデオロギー的構想に基づく社会の全面的変革ではなく、信頼のおける科学的知識と技術とを用いた社会の部分的改造のつみ重ねである。そして、そのなかでイデオロギーという概念は死語になりつつあり、資本主義国家と社会主義国家は今後、イデオロギー対立をこえた共通の方向に向かうとした。

## 文献
- ダニエル・ベル（岡田直之訳）『イデオロギーの終焉――1950年代における政治思想の涸渇について』（東京創元新社, 1969年）